# 波尔蒂拉涅
波尔蒂拉涅（法語：Portiragnes，法語發音：[pɔʁtiʁɑɲ]）是法国埃罗省的一个市镇，位于该省南部，属于贝济耶区和埃罗地中海城市圈公共社区，其市镇面积为20.16平方公里，2022年1月1日时人口数量为3,388人。
波尔蒂拉涅是埃罗地中海城市圈公共社区的组成部分。

## 地名
该地以如下名称在历史文献里出现：Porcairanicis（1115年）、Porcaraignes（1213年）。
该地在部分地图中的名称为“波尔蒂拉盖”，此名称为地图从Wikidata上抓取的中文维基早期机翻误译，而“波尔蒂拉涅”一名则符合法汉译音规则和法语地名译名习惯，且目前在中文维基社群中无异议。

## 行政
波尔蒂拉涅的邮政编码为34420和34450，INSEE市镇编码为34209。

## 地理

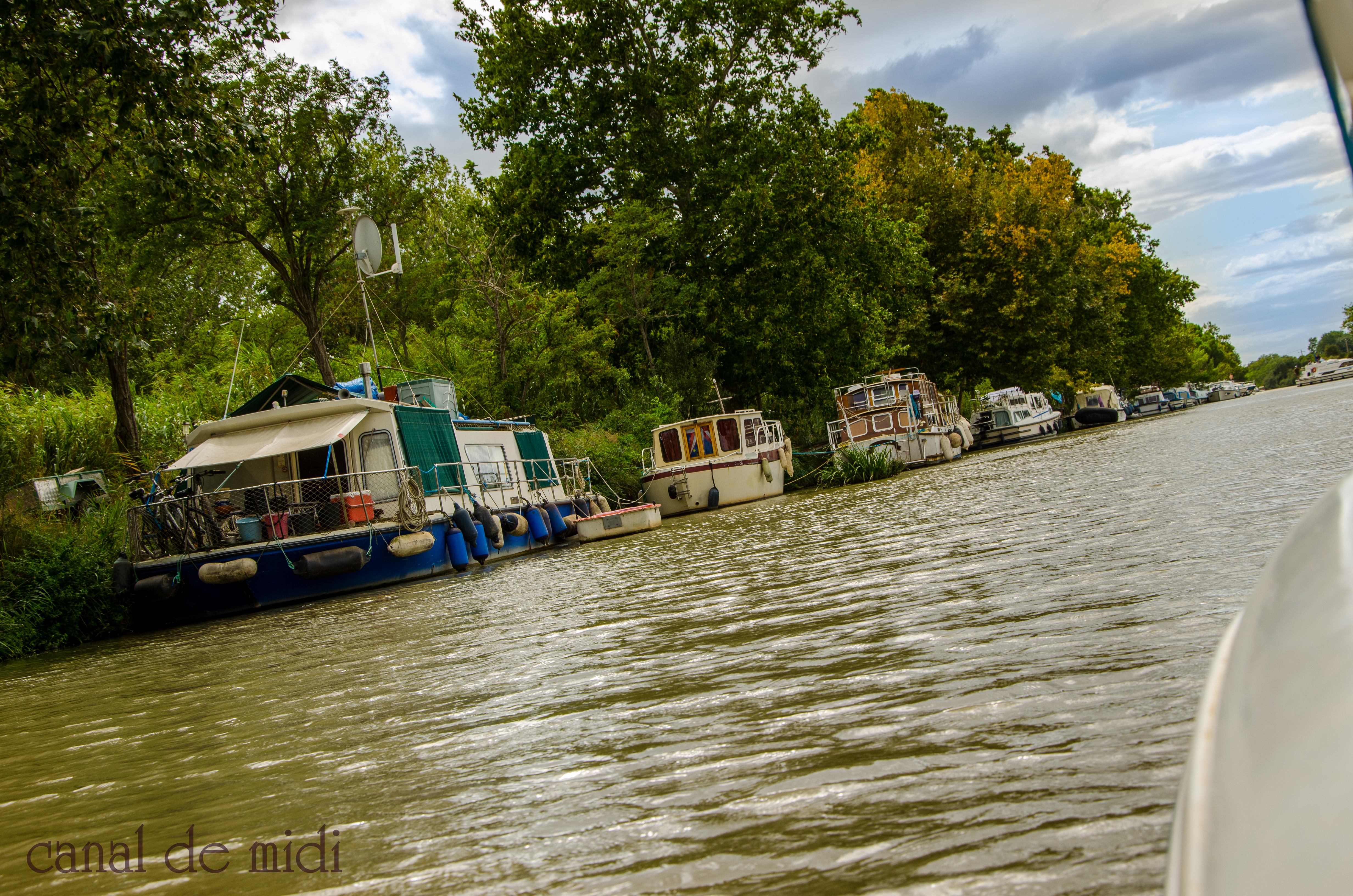
米迪运河波尔蒂拉涅段

波尔蒂拉涅（43°18'16"N, 3°20'9"E）位于法国南部，奥克西塔尼大区东南部和埃罗省南部。
与波尔蒂拉涅接壤的市镇包括：塞尔斯、蒙布朗、塞里尼昂、维亚斯、贝济耶新城。
境内南部濒临地中海，米迪运河的一条支流从市镇西部穿过。境内以平原和浅丘为主，镇中心地势平坦。
按照柯本气候分类法，波尔蒂拉涅属于地中海气候，全年温差较小，雨热不同期。

## 历史
波尔蒂拉涅历史上长期为一普通村落，中世纪出现教堂，法国大革命后成为一个市镇。20世纪后因旅游业发展而人口数量增加。

## 交通
埃罗省省道D37线和D612线经过波尔蒂拉涅境内。埃罗省城际客运651线连接贝济耶和波尔迪拉涅海滩。

## 政治
现任波尔蒂拉涅市长为格温多琳·乔杜伊女士（Gwendoline Chaudoir），她是行动党的一名成员。

## 人口
| 年份   | 1936 | 1946 | 1954 | 1962 | 1968  | 1975  | 1982  | 1990  | 1999  | 2006  | 2007  | 2012  | 2017  |
| ------ | ---- | ---- | ---- | ---- | ----- | ----- | ----- | ----- | ----- | ----- | ----- | ----- | ----- |
| 人口數 | 922  | 837  | 915  | 972  | 1,109 | 1,202 | 1,348 | 1,770 | 2,278 | 2,992 | 3,094 | 3,243 | 3,134 |

## 社会
塞尔斯-波尔蒂拉涅体育俱乐部（SC Cers-Portiragnes）是当地的一支足球队，2020至2021赛季参加省级足球联赛。

## 景观

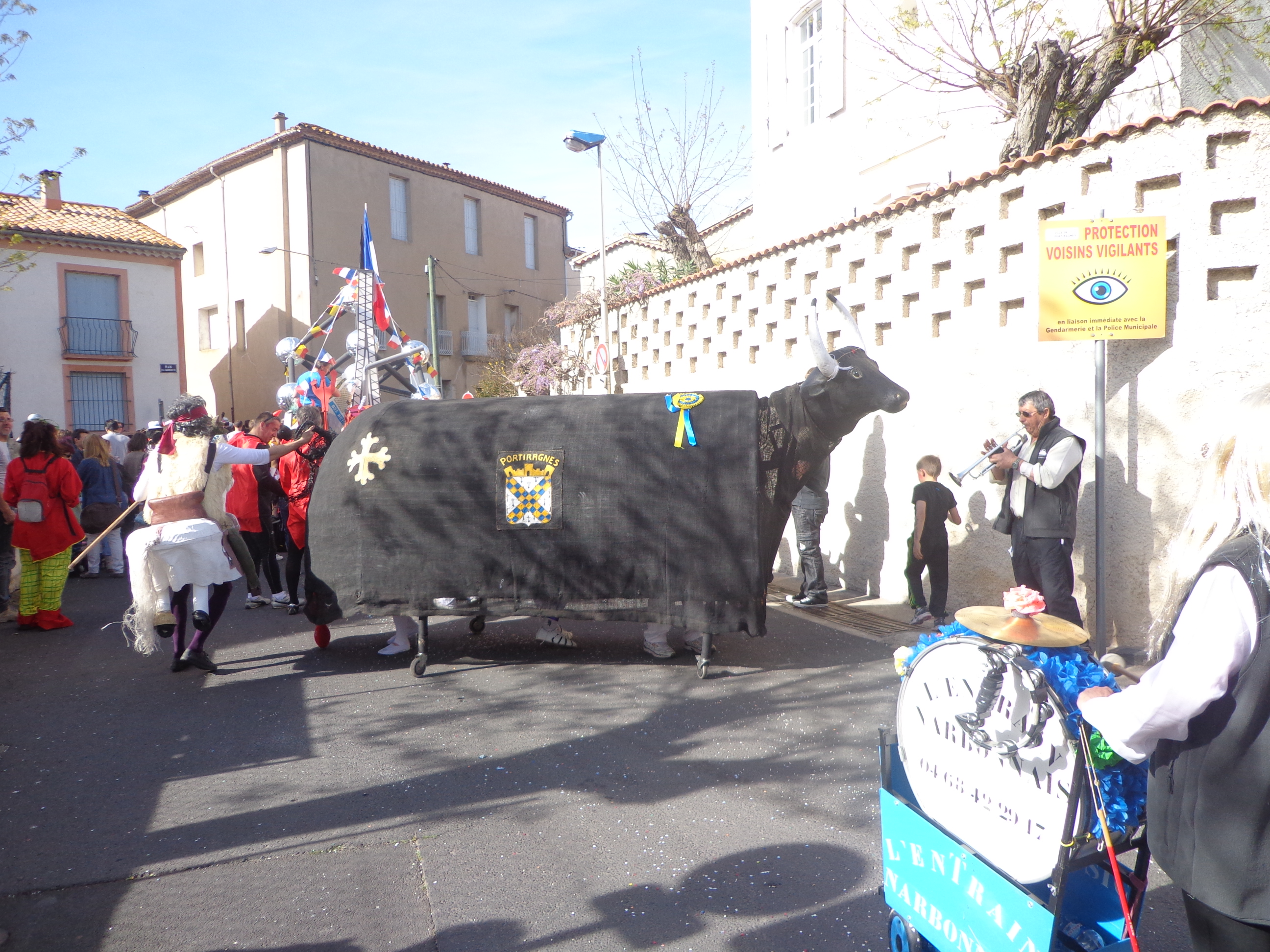
地方文化活动

波尔蒂拉涅圣费利克斯教堂是当地的主要的历史建筑。

## 友好城市
- 法國 旧布里尤德